# Estat Major de la Defensa

Insígnia de l'Estat Major de la Defensa (EMAD)

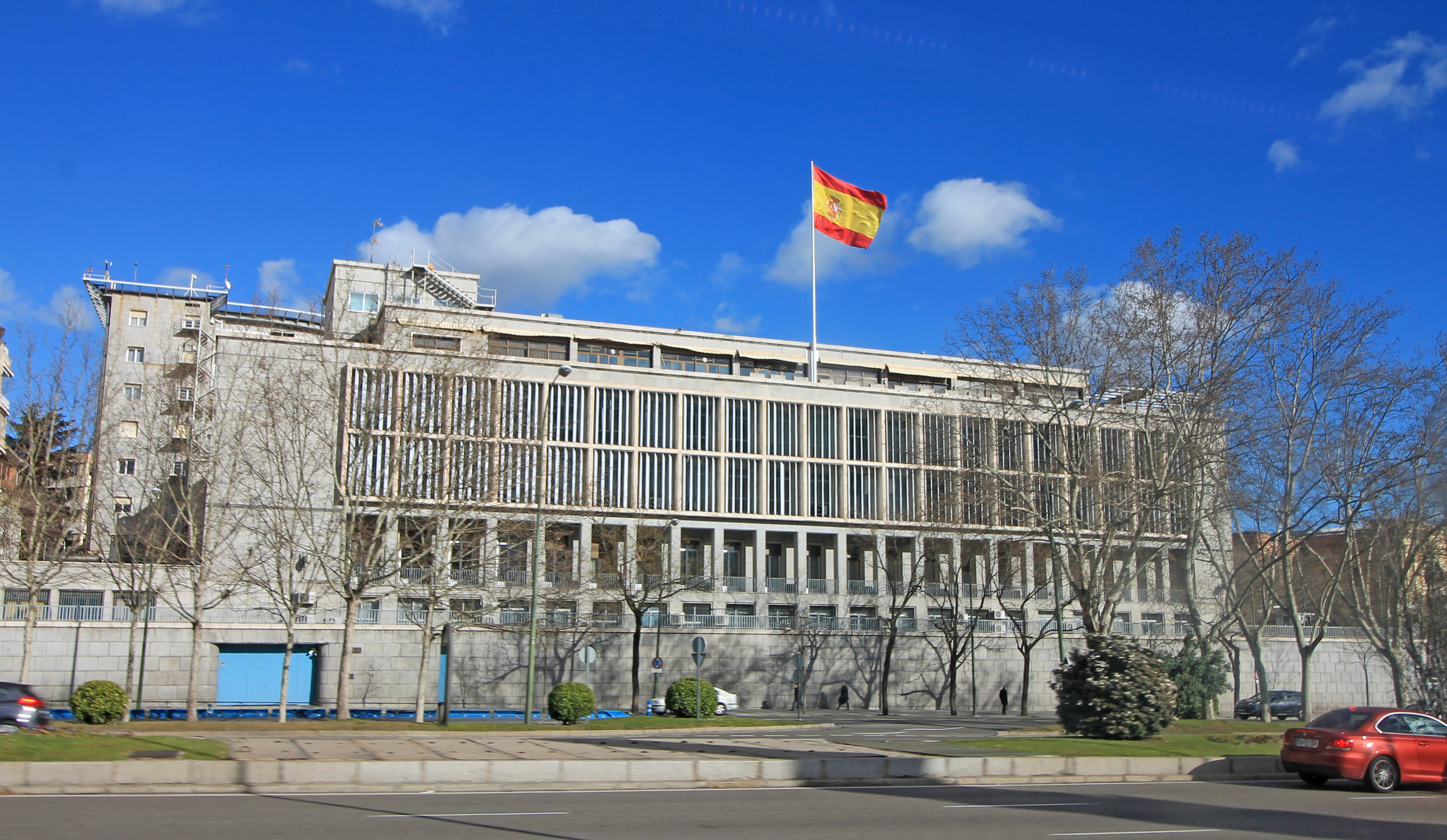
Seu de l'Estat Major de la Defensa, a Madrid.

L'Estat Major de la Defensa, amb seu a Madrid, és l'òrgan del Ministeri de Defensa d'Espanya que opera com a auxiliar del Cap de l'Estat Major de la Defensa dins de l'estructura orgànica de les Forces Armades d'Espanya, i en posició jeràrquica militar de dependència d'aquell.
Està regulat per la Llei Orgànica 5/2005, de 17 de novembre, de la Defensa Nacional; el Reial decret 1551/2004 i l'Ordre de Defensa 1076/2005. Els seus objectius són: donar suport al Cap de l'Estat Major, desenvolupar l'estratègia militar i dissenyar les operacions militars. Són òrgans bàsics de l'Estat Major de la Defensa, agrupats a la Caserna General de la Defensa:
1. El Comandament d'Operacions (MOPS)
2. L'Estat Major Conjunt de la Defensa (EMACON)
3. El Centre d'Intel·ligència de les Forces Armades (CIFAS)
4. Els òrgans d'Assistència i Assessorament que es determinin.

Els seus fins són l'assistència al President del Govern d'Espanya i al seu ministre de Defensa, el comandament de l'estructura militar, la direcció de les operacions militars, la planificació i acció conjunta de les Forces Armades d'Espanya i les accions multinacionals, així com la coordinació dels caps d'Estat Major de l'Exèrcit de Terra, de l'Armada i de l'Exèrcit de l'Aire.